# チャガン核実験
座標: 北緯49度56分7秒 東経79度0分32秒 / 北緯49.93528度 東経79.00889度
チャガン核実験は、ソビエト連邦で行われた一連の核実験のひとつである。本実験は1965年1月15日に行われた地下核実験であり、爆発の核出力は140キロトンであった。
本実験は、1963年8月に調印されていた部分的核実験禁止条約(PTBT)に違反するものと思われたが、PTBTでは地下核実験については禁止条件に入っていなかったため、実験後のアメリカ合衆国からの非難も当時のソ連政府は無視した。
(地下核実験を含めた核兵器の爆発実験が全面禁止とされたのは、1996年9月に採択された包括的核実験禁止条約(CTBT)からである)
本実験は、セミパラチンスク核実験場の外れにあったチャガン川の干上がった川底で行われたが、その理由としては実験で出来るクレーターが、春期の雪解けによる増水をせき止め、湖が出来る事を期待してであった。実験の結果として出来上がったクレーターは、直径が408m、深さが100mに達した。

## チャガン湖
核爆発による衝撃でクレーターが造られ、水が流入したことによって形成された人工湖。水量はおよそ 10,000,000m3であり、未だに汚染されているため、しばしば原子の湖と称される。